# Vistas de los Sitios Reales y Madrid
La serie de estampas "Vistas de los Sitios Reales y Madrid" es una serie de pinturas de Fernando Brambila mostrando algunas vistas de distintos reales sitios españoles.

## Historia
La serie fue acometida hacia 1830 por Fernando Brambila a petición de Fernando VII, «quien se sirvió mandar a su pintor de Cámara, D. Fernando Brambilla, bien conocido por su talento, para elegir los puntos de vista que ofrecen mayor interés y para trasladarlos al lienzo, que los copiase del natural en distintos cuadros para adornar con ellos varios gabinetes de sus Reales Palacios». 
La serie comprende ochenta y ocho óleos distribuidos en cuatro grupos pertenecientes a los Reales Sitios de San Ildefonso (30 estampas), San Lorenzo de El Escorial (18), Aranjuez (27) y Madrid (13), todas ellas realizadas originariamente al óleo por Brambila con la colaboración de Manuel Miranda y Rendón en la pintura de los personajes que animan las vistas de jardines y palacios.
Posteriormente el monarca ordenaría que las pinturas fueran litografiadas por cuenta del Real Establecimiento Litográfico, dando lugar a la Colección de las vistas de los sitios reales: litografiadas por Orden del Rey de España el señor D. Fernando VII de Borbón, publicada a partir de 1833. Esta obra gráfica se orientaba a mostrar la recuperación de los reales sitios llevada a cabo tras la Guerra de la Independencia por Fernando VII.
En la versión litográfica, las estampas fueron grabadas por Pharamond Blanchard, Asselineau, Víctor Alexis, Andreas Pic de Leopold, Albini y Vicente Camarón, entre otros. 
Una parte de la serie siguen siendo propiedad Patrimonio Nacional.

## Galería
Algunas de las estampas son las siguientes:

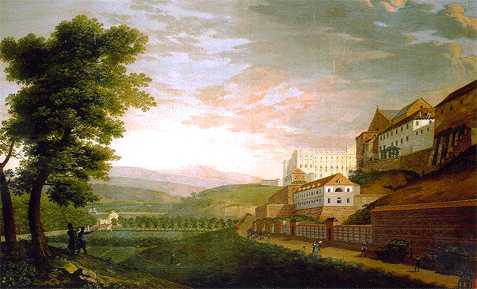
Vista de parte del Real Palacio desde la Cuesta de la Vega
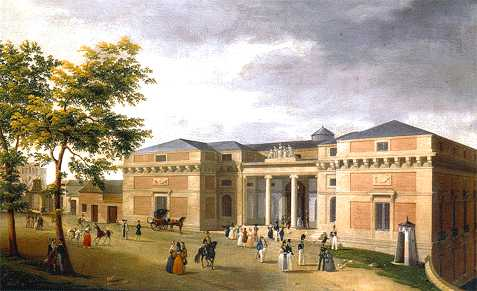
Entrada al Real Museo por el Lado de San Jerónimo
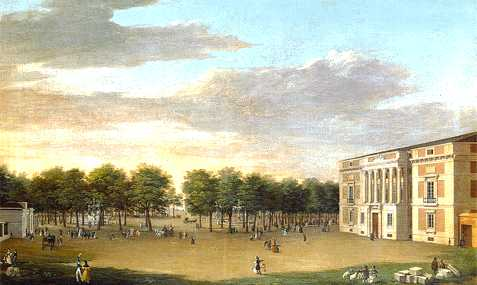
Entrada al Real Museo por la parte del Jardín Botánico
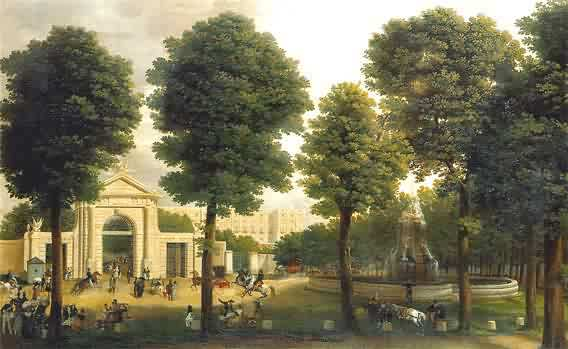
Vista de la Puerta de San Vicente
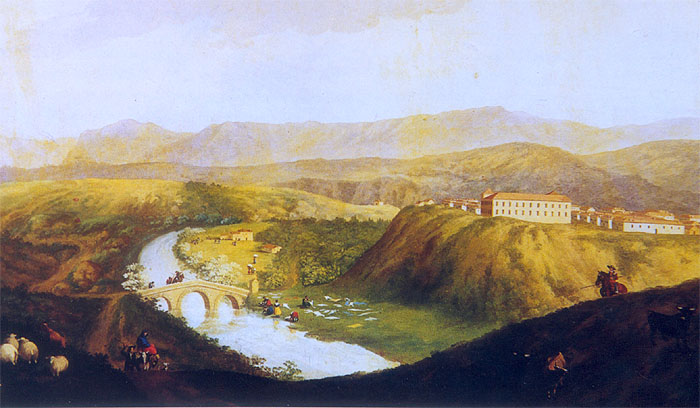
Real Sitio de la Isabela y Baños de Sacedón
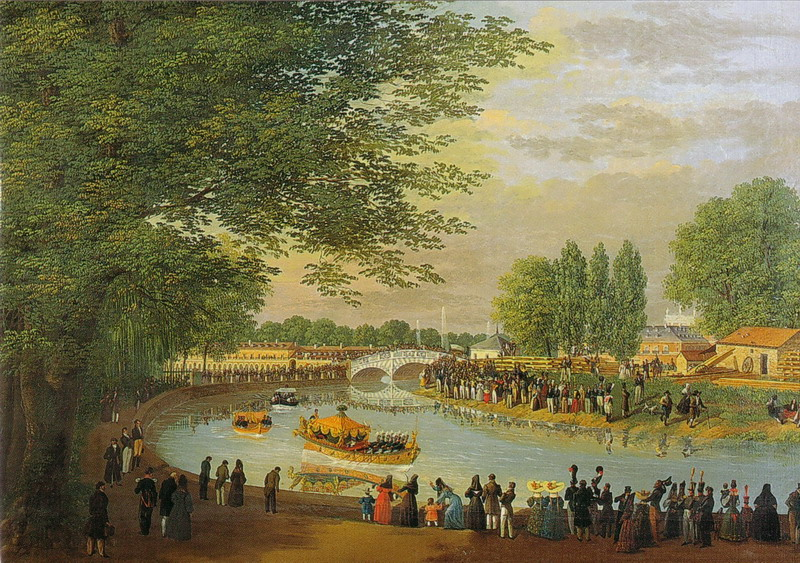
Real Sitio de Aranjuez
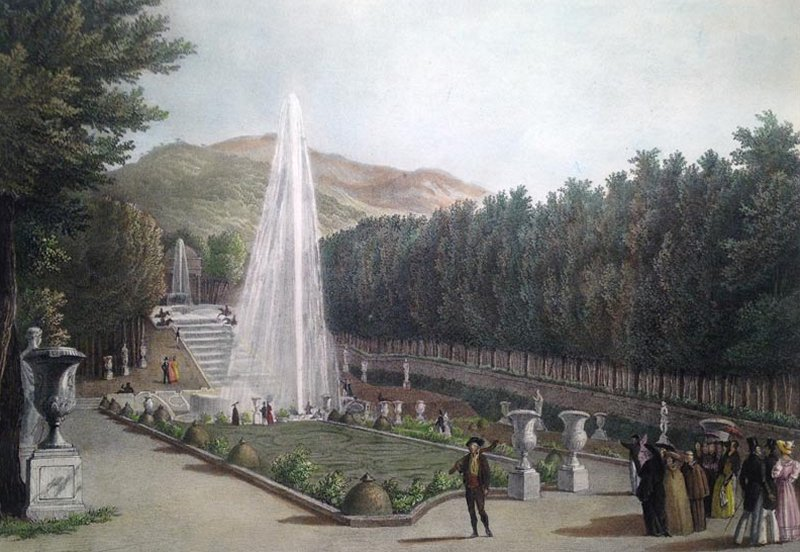
Cascada de La Granja